# ヒーリーズ

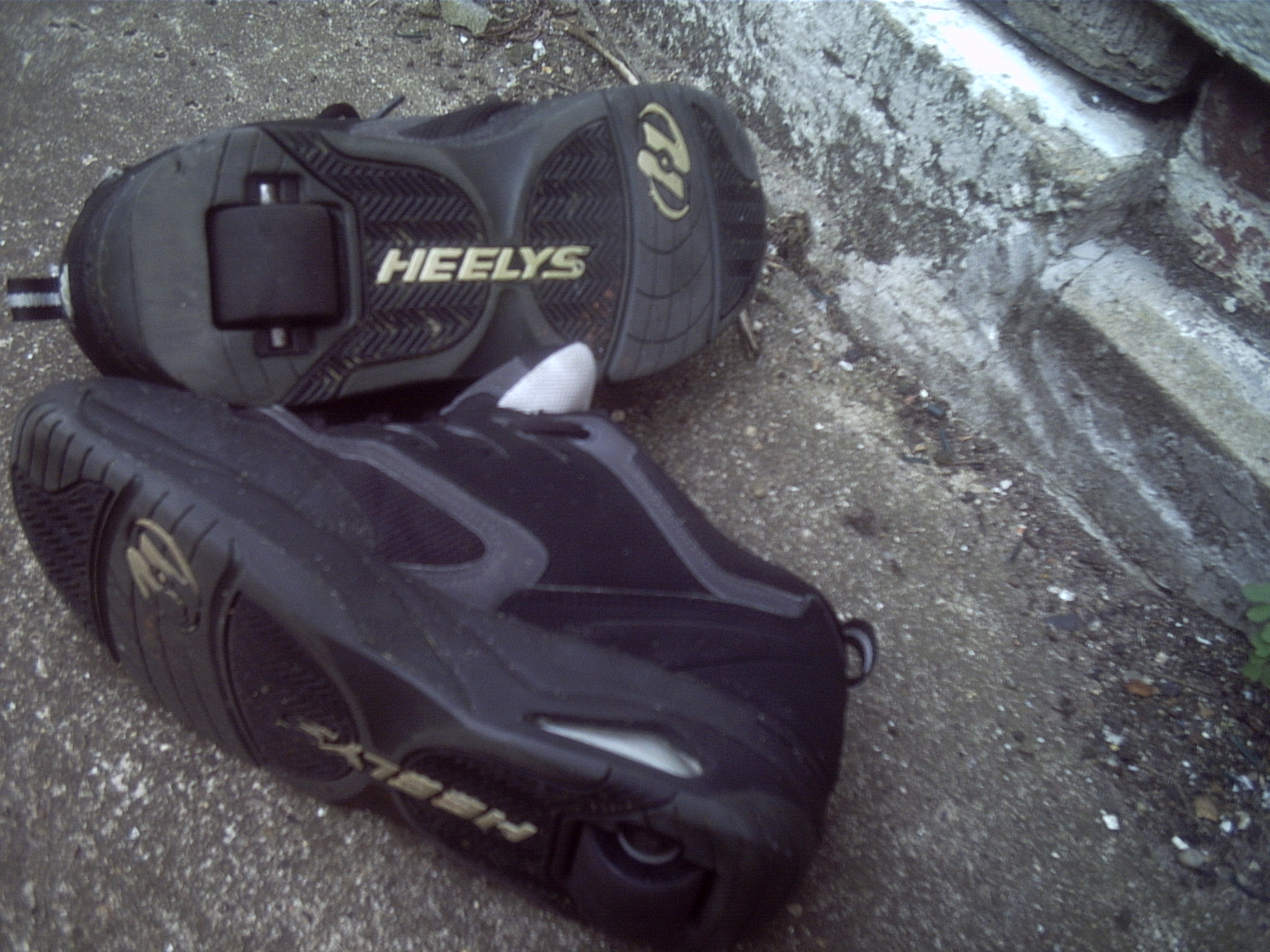
ヒーリーズ（ファットウィール装備）

ヒーリーズ（Heelys）とは、アメリカのヒーリングスポーツ社（Heeling Sports LTD. 現Heelys, Inc）が2000年から発売しているローラーシューズの商品名。両足の爪先を浮かせるだけで手軽に滑走でき、ローラーシューズの中でも突出した人気を得た。

## 構造

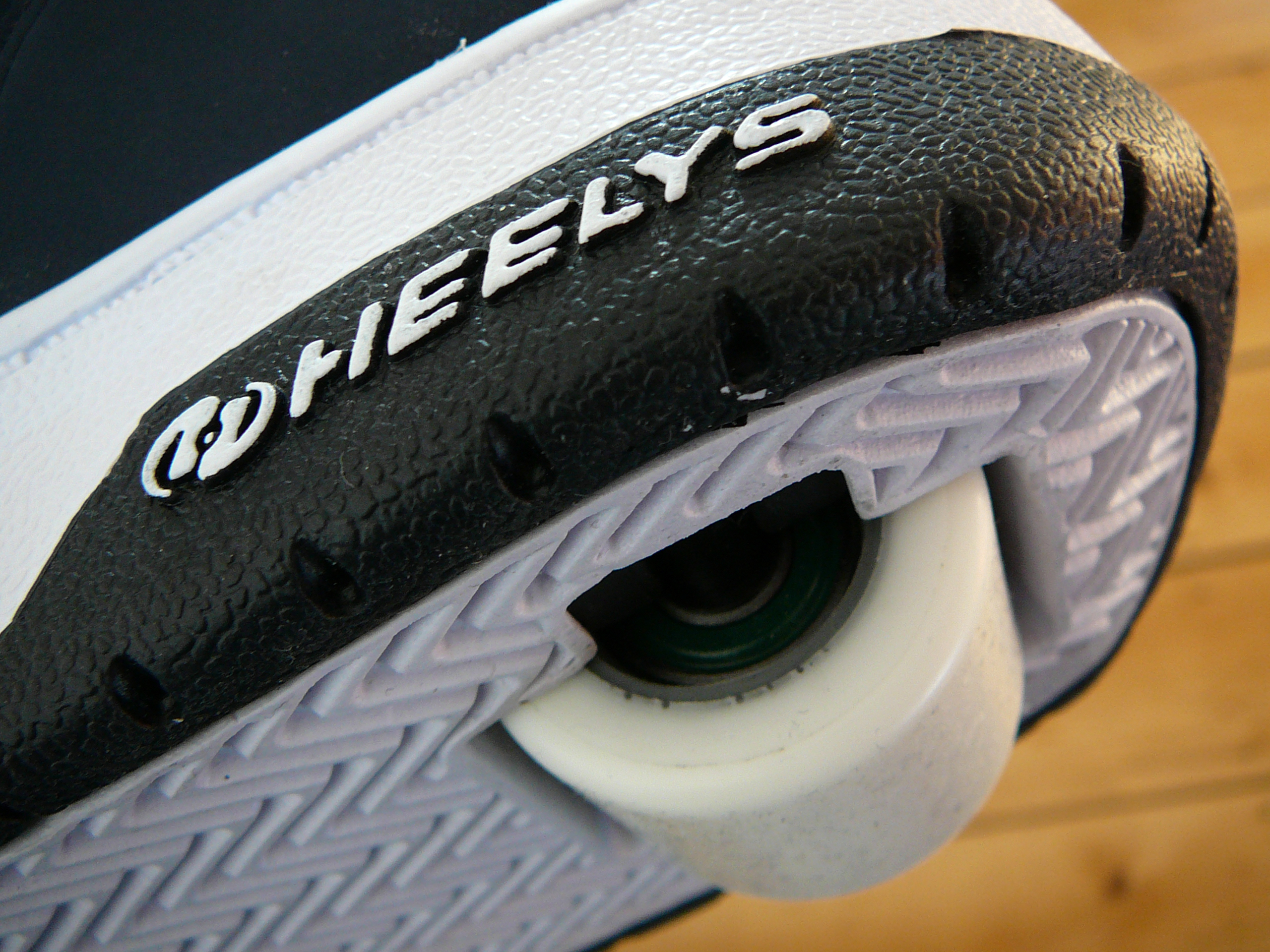
ウィール

外見は一般的なスニーカーと大差無いが、底面のかかと(ヒール/Heel)近くにウィールが一つずつ埋め込まれている。ウィールは手で付け外す事ができ、外した後の穴を塞いで通常の靴へ変える部品も用意されている。種類によっては土踏まずにグラインドプレートを装備してグラインドシューズの機能も加えられている。初期型のウィールから幅を広げた「ファットウィール」が標準となっている他、径を大きくした「メガウィール」も一時期採用されていた。

### 2輪タイプ
日本市場で児童向けとして企画された、ウィールの手前に更に小さめのウィールを一つずつ加えて初心者でも滑り易くしたヒーリーズ。前方のウィールを外せば通常のヒーリーズと同様に扱える。登場時は「ヒーリーズ」ではなく「クルーズ(Cruz)」のブランド名が与えられていたが、後にヒーリーズに統合され、北米市場でも発売された。

## 日本でのヒーリーズ
日本では2000年代初期に小学生を中心に流行したことから、硬い床では転倒しやすいためショッピングセンターなどで「ローラーシューズ禁止」と表示されるようになった。流行後は一時店頭から姿を消していたが、2000年代後期に復活し、主に女子児童の間で人気となった。
輸入は株式会社エージー（プリヴェAGを経て現・Hazuki Company）が行っていたが、2011年からヒーリングスポーツ社の日本法人、ヒーリングスポーツジャパン株式会社が販売する様になった。
2013年にはHeelys, Incが買収されて米BBCインターナショナルLLCが権利を取得し、BBCと取引のあるトレンドジャパン株式会社が日本での新たな代理店となった。

### 日本で販売されている製品
2000年代後期から、店頭では日本仕様の児童向け2輪タイプしか販売されなくなっている。通信販売では北米仕様の大人向け製品も扱われており、種類自体は大人向けの方が多い。
- AGILE 7349 （ピンク）2輪タイプ 19cm〜24cm (1cm毎)
- AGILE 7350 （アクアブルー）2輪タイプ 19cm〜24cm (1cm毎)
- SONIC 7353 （赤/黒）2輪タイプ 21cm〜24cm (1cm毎)

#### 生産終了品
- WILL J120 （ピンク）2輪タイプ 19cm〜24cm (1cm毎)
- WILL J121 （サックスブルー）2輪タイプ 19cm〜24cm (1cm毎)
- BLISS 2 7143 （ホワイト/シルバー）1輪タイプ 19cm〜24cm (1cm毎)
- BLISS 2 7142 （ホワイト/ピンク）1輪タイプ 19cm〜24cm (1cm毎)

## 技
名称は日本向けのもの。
ヒーリングターン
前方に進みながら、左または右に曲がる。
ヒーリングスイッチ
前方に進みながら、前足と後ろ足を交互に入れ替える。
バックヒーリング
後方に進む。
ワンフット
片足をあげ、もう一方の足だけで滑る。
ターンブレーキ
前方に進みながら180°回転して止まる。
モホークターン
ターンブレーキをした後、そのままバックーヒーリングをする。
オープンレッグ
足を開脚した状態で滑る。
スラローム
オープンレッグやバックヒーリング、ヒーリングスイッチなどをしながら、パイロンを交互に抜ける。
スピン
その場で回転する。